# Sympetrum occidentale
Sympetrum occidentale (tên tiếng Anh: Western Meadowhawk) là một loài chuồn chuồn ngô thuộc họ Libellulidae, bản địa của miền tây Bắc Mỹ.